# Navillera (bài hát)
"Navillera" (tiếng Hàn: 너 그리고 나; Romaja: Neo Geurigo Na; dịch nghĩa đen: "You And Me") là một bài hát của nhóm nhạc nữ Hàn Quốc GFriend trong album phòng thu đầu tiên của nhóm, LOL (2016). Bài hát được phát hành vào ngày 11 tháng 7 năm 2016, thông qua Source Music.

## Mô tả
Bài hát được viết và sản xuất bởi Iggy và Youngbae, những người từng sáng tác 3 đĩa đơn đầu tiên của nhóm.

## Tác động thương mại
Bài hát đã ra mắt ở vị trí đầu bảng trên Gaon Digital Chart, trên bảng xếp hạng vào ngày 10 tháng 7 năm 2016, đứng đầu bảng xếp hạng tải xuống với 278,636 lượt tải xuống được bán và 4,917,825 lượt nghe trực tuyến. Trong tuần thứ hai, bài hát đã đứng đầu bảng xếp hạng và rơi xuống vị trí số 2 trong tuần thứ ba.
Bài hát cũng đã ra mắt ở vị trí số 4 trên bảng xếp hạng cho tháng 7 năm 2016, với 482,833 lượt tải xuống được bán. Bài hát cũng lọt vào bảng xếp hạng cuối năm, như bài hát bán chạy thứ 29 trong năm 2016, với 1,113,582 lượt tải xuống.

## Video âm nhạc
Một video âm nhạc cho bài hát được công chiếu trên kênh truyền hình MBC Music vào ngày 8 tháng 7 năm 2016 (được đánh giá là "phù hợp với mọi lứa tuổi") và đã được phát hành hai ngày sau đó trên các kênh YouTube của GFriend và 1theK. Video có sự tham gia của nhóm trong một kịch bản retro xen kẽ với các cảnh nhảy.

## Bảng xếp hạng
| Bảng xếp hạng (2016) | Vị trí cao nhất |
| -------------------- | --------------- |
| Hàn Quốc (Gaon)      | 1               |

| Bảng xếp hạng (2016) | Vị trí cao nhất |
| -------------------- | --------------- |
| Hàn Quốc (Gaon)      | 29              |

## Giải thưởng

### Chương trình âm nhạc
| Tên chương trình          | Ngày phát sóng   |
| ------------------------- | ---------------- |
| The Show (SBS MTV)        | 19 tháng 7, 2016 |
| The Show (SBS MTV)        | 2 tháng 8, 2016  |
| The Show (SBS MTV)        | 9 tháng 8, 2016  |
| Show Champion (MBC Music) | 20 tháng 7, 2016 |
| Show Champion (MBC Music) | 10 tháng 7, 2016 |
| M Countdown (Mnet)        | 21 tháng 7, 2016 |
| M Countdown (Mnet)        | 28 tháng 7, 2016 |
| M Countdown (Mnet)        | 4 tháng 8, 2016  |
| Music Bank (KBS)          | 22 tháng 7, 2016 |
| Music Bank (KBS)          | 29 tháng 7, 2016 |
| Music Bank (KBS)          | 12 tháng 8, 2016 |
| Inkigayo (SBS)            | 24 tháng 7, 2016 |
| Inkigayo (SBS)            | 31 tháng 7, 2016 |
| Inkigayo (SBS)            | 7 tháng 8, 2016  |